# Ole-Johan Dahl
Ole-Johan Dahl (* 12. Oktober 1931 in Mandal, Norwegen; † 29. Juni 2002 in Asker, Norwegen) war ein norwegischer Informatiker und Turing-Preis-Träger.

## Leben
Dahl wurde 1931 als ältester Sohn einer Seefahrerfamilie geboren. Er studierte ab 1949 an der Universität Oslo numerische Mathematik und leistete während des Studiums ab 1952 am Forsvarets forskningsinstitutt (FFI, Forschungsinstitut der norwegischen Streitkräfte) seinen Militärdienst ab, wo er unter Jan V. Garwick und dessen Assistent Kristen Nygaard an der Programmierung von Militärrechnern arbeitete. Unter anderem entwarf er die höhere Programmiersprache MAC (Mercury Automatic Coding) für den Ferranti Mercury.
1957 legte er seine Abschlussarbeit zum Candidatus realium über die Repräsentation und Manipulation von mehrdimensionalen Feldern (arrays) vor, Multiple Index Countings on the Ferranti Mercury Computer. Anschließend nahm er am FFI eine Vollzeitstelle an, und wurde zum engsten Mitarbeiter Garwicks, während Nygaard sich mehr der Operations Research widmete und schließlich an das Norsk Regnesentral (NR, Norwegisches Rechenzentrum) wechselte, dessen Forschungsdirektor er wurde. Dahl unterstützte ihn als Experte für Programmiersprachenentwurf bei dem Projekt, die Programmiersprachen Simula I (1961–1965) und Simula 67, die als erste objektorientierte Computersprache gilt, zu entwickeln, und folgte ihm 1963 ganz an das NR.
1968 wurde er an der Universität Oslo zum ersten Professor der Informatik in Norwegen ernannt. Er baute den Studiengang jahrelang praktisch alleine auf, stellte im Zuge dessen aber seine Mitarbeit an der Weiterentwicklung an Simula ein, um sich mehr den theoretischen Grundlagen der Informatik und insbesondere der Programmiersprachen und der Korrektheit von Programmen zu widmen. Er blieb in Oslo bis zu seiner Emeritierung 1999.
2001 erhielt er zusammen mit Nygaard die John-von-Neumann-Medaille der IEEE und den Turing Award der ACM. Der norwegische König ernannte ihn und Kristen Nygaard 2000 zu Kommandeuren des Sankt-Olav-Ordens. Er war ferner Mitglied der Norwegischen Akademie der Wissenschaften, der Academia Europaea und Ehrenmitglied der Object Management Group und erhielt einen Ehrendoktortitel von der Universität Lund.
Aus der Ehe mit seiner Frau Tove (1963) gingen zwei Kinder hervor.
Ole-Johan Dahl starb am 29. Juni 2002 an Krebs, sein Freund und Kollege Kristen Nygaard starb im August. Die Association Internationale pour les Technologies Objets vergibt in ihrem Andenken seit 2005 jährlich den Dahl-Nygaard-Preis.

## Schriften
- mit E. W. Dijkstra & C. A. R. Hoare: Structured Programming. Academic Press, London 1972, ISBN 0-12-200550-3
- Verifiable Programming. Prentice Hall, New York 1992; überarbeitete Fassung 1993, ISBN 0-13-951062-1